# Scar Tissue
Scar Tissue (ang. Splot Blizn) – ballada rockowa amerykańskiego zespołu Red Hot Chili Peppers, wydana jako pierwszy singiel z ich albumu Californication (1999). W 2000 roku utwór zdobył Nagrodę Grammy w kategorii rockowa piosenka roku.
Teledysk do piosenki, reżyserowany przez Stéphane Sednaoui, przedstawia muzyków zespołu jadących samochodem przez kalifornijską pustynię. W pierwszym ukazanym fragmencie teledysku samochód prowadzi gitarzysta John Frusciante, który w rzeczywistości nie posiada prawa jazdy. Jest to symboliczne odniesienie do jego powrotu do zespołu po kilkuletniej przerwie (lata 1993–1998).
Scar Tissue to także tytuł autobiografii wokalisty zespołu Red Hot Chili Peppers, Anthony’ego Kiedisa, w Polsce wydanej pod tytułem Blizna.

## Lista utworów
Singel CD
1. „Scar Tissue” (wersja z albumu) – 3:37
2. „Gong Li” (wcześniej niewydane) – 3:43
3. „Instrumental #1” (wcześniej niewydane) – 2:48

Singel kasetowy
1. „Scar Tissue” (wersja z albumu)
2. „Gong Li” (wcześniej niewydane)